# Ernest Cognacq
Pour les articles homonymes, voir Cognacq.

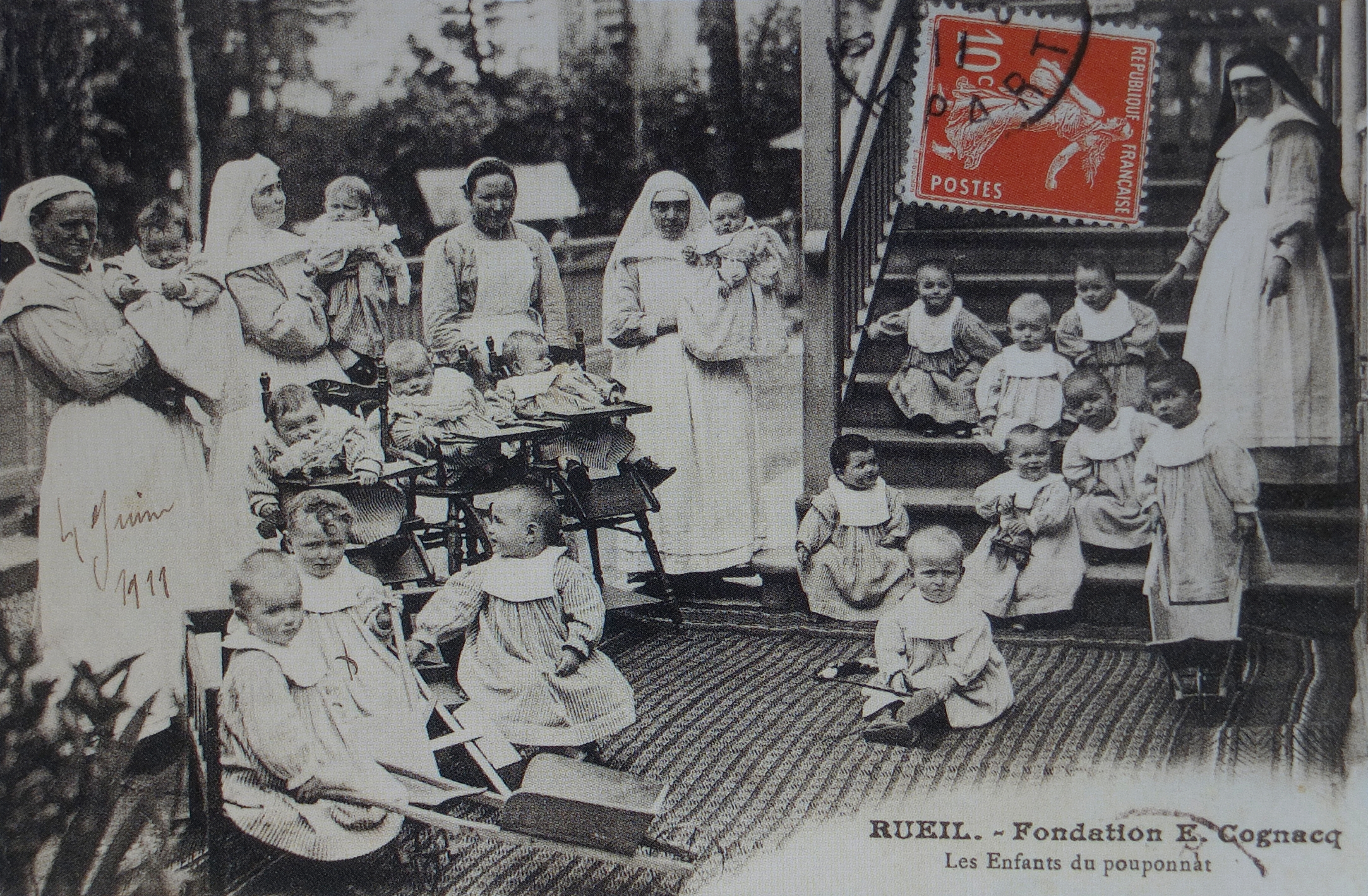
Le Pouponnat de la fondation Cognacq-Jay à Rueil-Malmaison, carte postale de 1911 (?).

Ernest Cognacq, né le 2 octobre 1839 à Saint-Martin-de-Ré (Charente-Inférieure) et mort le 21 février 1928 à Paris 16e (Seine), est un commerçant parisien. Il est le fondateur avec sa femme Marie-Louise Jaÿ des grands magasins La Samaritaine à Paris.

## Biographie
Ernest Cognacq perd à l'âge de 12 ans son père, Jacques Cognacq, orfèvre et greffier au tribunal de commerce, et devient commis d'un magasin de nouveautés à La Rochelle, Rochefort et Bordeaux, avant de partir tenter sa chance à Paris à l'âge de 15 ans. D'abord employé au magasin Au Louvre, il est rapidement congédié pour insuffisance, puis est employé pendant quatre mois Aux Quatre Fils Aymon. Il retourne en province avant de revenir à Paris en 1856, et se fait embaucher à La Nouvelle Héloïse, où il rencontre sa future femme, Marie-Louise Jaÿ.
En 1867, il se met à son compte en fondant un magasin dénommé Au petit Bénéfice dans la rue de Turbigo. Mais ayant fait de mauvaises affaires, il doit fermer et s'installe comme camelot dans la corbeille de la seconde arche du pont Neuf, à l'emplacement de l'ancienne pompe de la Samaritaine. À l'abri d'un parapluie, il vend alors des tissus sur des caisses tendues d'andrinople rouge, gagnant le surnom de « Napoléon du déballage ».
Peu avant la guerre de 1870, Ernest Cognacq crée un nouveau magasin qu'il appelle La Samaritaine, du nom de la pompe dite de « La Samaritaine » située dans le quartier, au niveau du pont Neuf, qui représentait la Samaritaine des Évangiles, dans un petit local dépendant d'un café, sous-loué à la semaine rue de la Monnaie à raison de 45 francs par jour. Il entend ainsi profiter de la clientèle des Halles et des magasins À la Belle Jardinière installés depuis 1867 de l'autre côté de la rue du Pont-Neuf (actuel bâtiment Louis Vuitton). En 1871, il peut louer officiellement le local transformé en boutique et prendre deux employés.
En 1872, il épouse Marie-Louise Jaÿ, qui est alors première vendeuse au rayon confection du magasin Le Bon Marché. Active, intelligente, elle apporte environ 20 000 francs qui s'ajoutent aux 5 000 francs qu'il a réussi à économiser. Dès 1875, les ventes de la Samaritaine s'élèvent à 800 000 francs. En 1882, elles se montaient à 6 millions et en 1898, à plus de 50 millions, et elles dépassèrent le milliard en 1925. Comme Marguerite et Aristide Boucicaut qui ont développé Au Bon Marché, comme Xavier Ruel, quincailler lyonnais qui a installé le Bazar de l'Hôtel de Ville rue de Rivoli, comme Jules Jaluzot et Jean-Alfred Duclos qui ont créé la société Au Printemps, Marie-Louise et Ernest Cognacq savent que, pour réussir, il convient d'innover et d'offrir aux clients une nouvelle conception du commerce.
Quatre vastes magasins de style Art nouveau sont ouverts de 1905 à 1910 côte à côte rue de Rivoli en bordure de Seine.
Affable, bienveillant, mis simplement, remarquable organisateur, mercantiliste sans vergogne, Ernest Cognacq règne sur son empire avec bonhomie, ayant l'œil à tout ce qui se passait dans ses vastes magasins. Ses employés le surnomment « père Laborem », en référence à la devise de la Samaritaine « Per Laborem » (« par le travail »).
Entre 1900 et 1925, Ernest Cognacq et Marie-Louise Jaÿ réunissent une importante collection d'œuvres d'art du XVIIIe siècle, destinée à être exposée dans leur magasin La Samaritaine de luxe, ouverte en 1917. En 1928, cette collection est donnée à la ville de Paris et devient le musée Cognacq-Jay, installé en 1929 dans un immeuble du no 25 boulevard des Capucines mitoyen de La Samaritaine de luxe. En 1986, il est décidé de transférer le musée dans l'hôtel Donon situé no 8 rue Elzévir dans le 3e arrondissement, où il rouvre ses portes en 1990.
En 1906, Ernest Cognacq rachète les collections d'un érudit local (Théodore Phelippot) pour les offrir à sa commune natale de Saint-Martin-de-Ré, où elles forment le fonds du musée municipal Ernest-Cognacq. Exposées à l'époque dans l'hôtel des Cadets-Gentilshommes (le bâtiment de l'actuelle poste et mairie), les collections sont présentées aujourd'hui dans l'hôtel de Clerjotte.
Jeanne-Madeleine Favier (1863-1904) réalise le portrait des deux philanthropes en 1903. En 1912, Albert Besnard exécute le portrait d'Ernest.
En 1916, le couple crée la Fondation Cognacq-Jay. Cette institution - toujours en activité - gérait alors une pouponnière, une maison de convalescence et une maison de retraite situés à Rueil-Malmaison, un centre d'apprentissage à Argenteuil, une maternité à Paris (Maison d'accouchement, 15 rue Eugène-Millon dans le 15e arrondissement de Paris), un orphelinat, une maison de repos en Haute-Savoie, et un ensemble de logements à Levallois-Perret. La fondation est aussi restée actionnaire minoritaire de la Samaritaine. En 1920, ils créent le prix Cognacq-Jay, géré par l'Institut de France, pour récompenser les familles nombreuses.
Ernest Cognacq meurt sans descendance en 1928, année où le sculpteur Louis-Aimé Lejeune exécute son buste en marbre que conserve le musée Cognacq-Jay.

### Décorations
- Commandeur de la Légion d'honneur[8]

## Galerie de photos

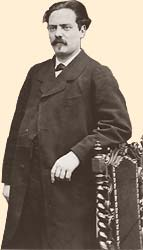
Photo d'Ernest Cognacq.
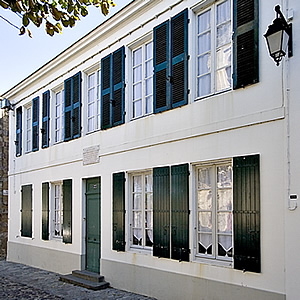
Maison natale d'Ernest Cognacq à Saint-Martin-de-Ré (face à l'église) - île de Ré.
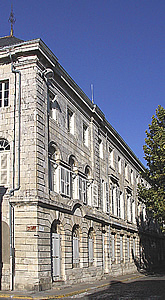
Hôtel des Cadets-Gentilshommes, le 1er musée Ernest Cognacq,(actuellement PTT et Mairie) - Saint-Martin-de-Ré.
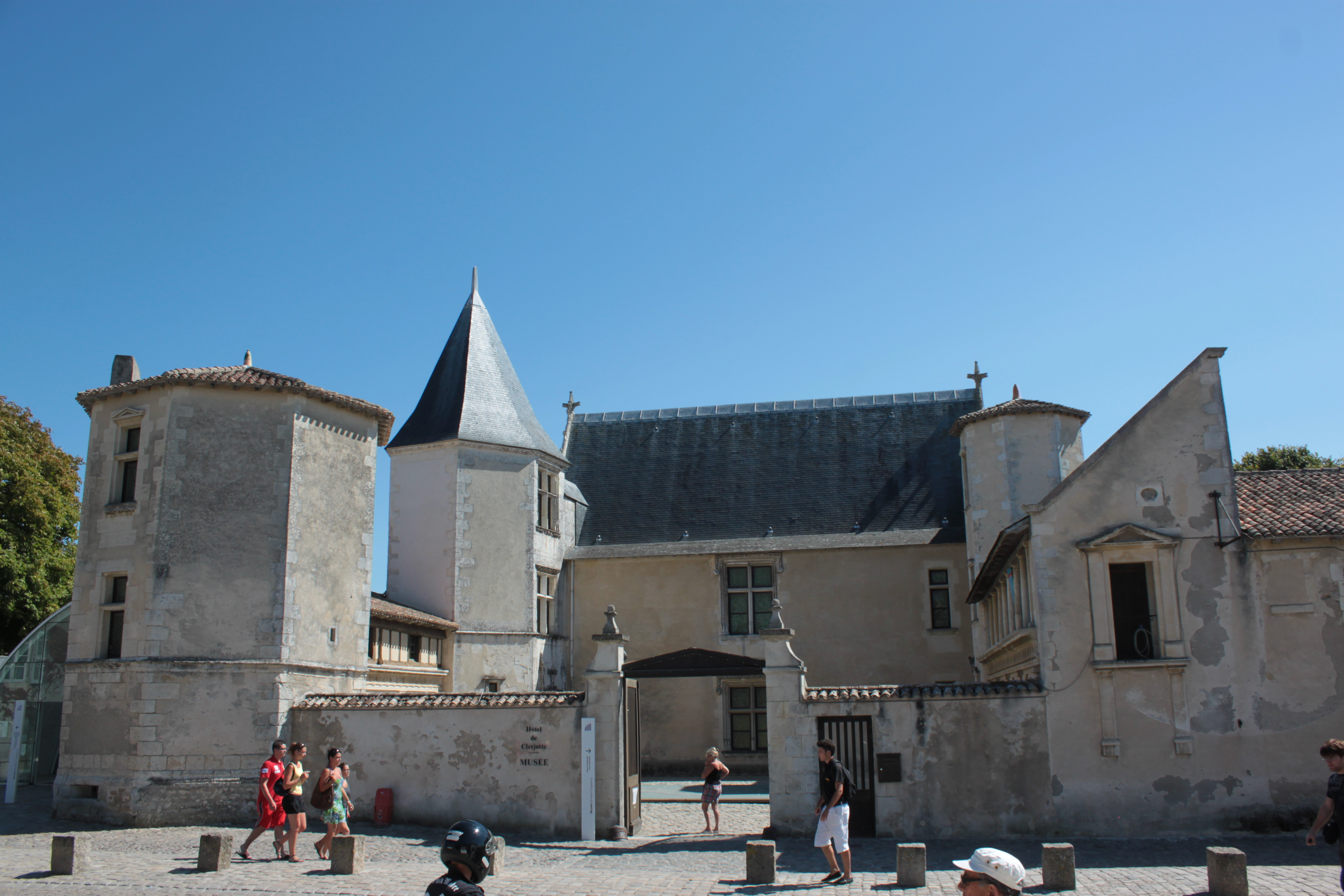
L'hôtel de Clerjotte abrite actuellement le musée Ernest-Cognacq de Saint-Martin-de-Ré.
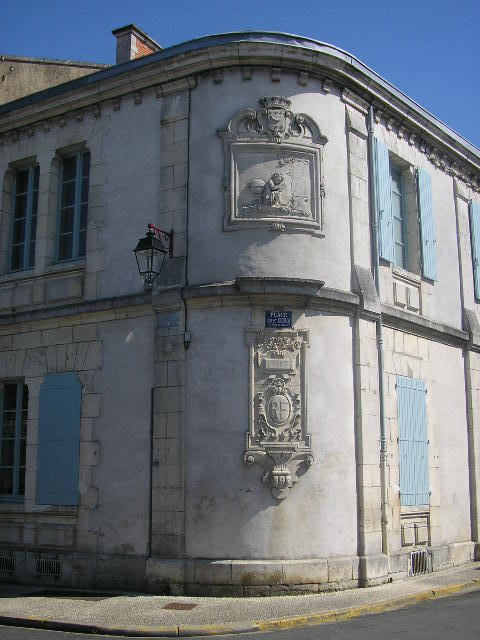
Angle de maison de la place Ernest-Cognacq - Marans.
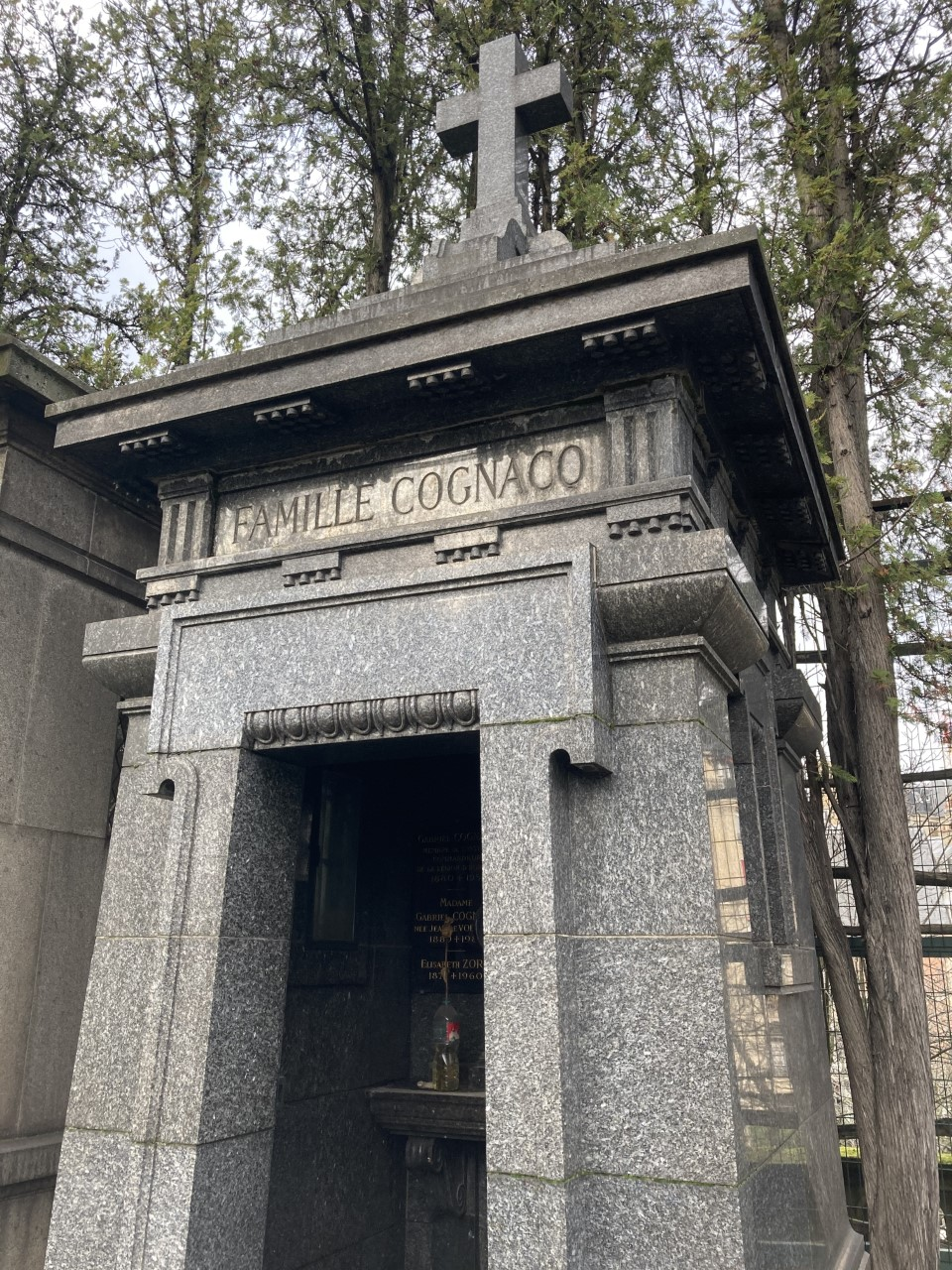
Chapelle Cognacq-Jay au cimetière de Passy.

### Articles liés
- La Samaritaine
- Fondation Cognacq-Jay

#### Monographies
- Didier Jung, Les Cognacq-Jaÿ, Samaritaine et philanthropie, Le Croît vif, 2015